# 223
Cette page concerne l'année 223  du calendrier julien. Pour l'année 223 av. J.-C., voir 223 av. J.-C. Pour le nombre 223, voir 223 (nombre).
L'année 223 est une année commune qui commence un mercredi.

## Événements
- Printemps : émeutes à Rome pendant trois jours entre le peuple et les prétoriens, qui incendient les lieux de spectacle ; le préfet du prétoire Ulpien reçoit de nouveaux collègues[1], dont le juriste Paul[2]. Ulpien est assassiné par les prétoriens en fin 223 ou au début de 224, à moins qu'il ait survécu jusqu'en 228[3].
- 21 juin : mort de Liu Bei[4]. Régence de Zhuge Liang sur Shu Han. La Chine est divisée en trois États indépendants, les Trois Royaumes : Shu Han (220-265), Wei (221-263) et Wu (222-280)[5].

## Naissances en 223
- Xi Kang, écrivain et musicien chinois.

## Décès en 223
- 21 juin : Liu Bei, seigneur chinois.